# Latiung
Latiung is een bestuurslaag in het regentschap Simeulue van de provincie Atjeh, Indonesië. Latiung telt 270 inwoners (volkstelling 2010).